# W級駆逐艦 (2代)
W級駆逐艦（英語: W-class destroyer）はイギリス海軍の駆逐艦の艦級。1941年度戦時予算に基づく第9次戦時急造艦隊として8隻が建造され、1943年から1944年にかけて順次に就役した。1950年代には過半数がユーゴスラビア海軍および南アフリカ海軍に売却されたが、残る3隻は15型フリゲートへ改装されて、水中高速潜時代の対潜戦を担った。

## 来歴
第二次世界大戦の勃発を受けてイギリス海軍は戦時緊急計画を発動し、駆逐艦の急造に着手した。まず、1940-1年度計画で建造を予定していた中間的駆逐艦（J級に準じた設計）の建造を前倒ししてO級・P級が建造されたのち、新しい戦時要求の反映や急造に適応した設計への変更が図られ、Q級・R級・S級・T級と、1940年度戦時予算のもとで、6次にわたる戦時急造艦隊の建造が進められた。
1941年2月、1941年度戦時予算において、更に5次にわたる戦時急造艦隊の建造が盛り込まれることとなった。U級・V級に続き、1941年度艦の第3陣（戦時急造艦隊としての通算では第9陣）として、1941年12月3日に発注されたのが本級である。

## 設計
同年度予算で建造されたU級・V級の準同型艦であり、J級以来の単煙突・船首楼型という船型のほか、Q級で導入された燃料搭載量の増大や復原性の改善、艦尾のトランサム・スターン、またS級で導入されたトライバル級と同様の艦首形状も踏襲された。
機関もQ級・R級以来の構成が踏襲され、アドミラルティ式3胴型水管ボイラー（蒸気圧力300 lbf/in2 (21 kgf/cm2)、温度332.2℃）、パーソンズ式オール・ギヤード・タービンによる2軸推進、出力40,000馬力である。

## 装備
艦砲としては、S級・T級と同様の45口径12cm砲（QF 4.7インチ砲Mk.IX）と最大仰角55度のMk.XXII砲架と組み合わせて4基搭載した。ただし従来の戦時急造艦隊では、トライバル級と同様に対水上用のDCT方位盤と対空用のMk.II(W)方位盤を併用していたのに対して、1942年4月の決定に基づき、本級より、対空・対水上両用のMk.III(W)方位盤が装備化された。射撃盤は、対水上用としてはAFCC、対空用としてはFKCが用いられた。なお次に建造されたZ級では45口径11.4cm単装砲（QF 4.5インチ砲Mk.IV）が採用されており、第一次世界大戦末期の改W級以来、L級・M級を除いて連綿と踏襲されてきた45口径12cm砲の搭載は、本級が最後となった。
近距離用の対空兵器としては、56口径40mm連装機銃1基と70口径20mm連装機銃4基が予定されていたが、「ウェセックス」「ホエルプ」では56口径40mm連装機銃のかわりに39口径40mm4連装機銃（2ポンド・ポンポン砲）を搭載して竣工した。大戦中の経空脅威の深刻化を受けて、70口径20mm連装機銃については、「ウェイクフル」「ウィザード」では40mm連装機銃架台上のものを56口径40mm単装機銃に換装したほか、「ウェイガー」では全部を56口径40mm単装機銃に換装した。
なお対潜兵器については、爆雷の搭載数は当初の70発から130発へと、大戦中に強化が進められた。

## 同型艦
本級は、大戦による喪失艦は無く、8隻全てが大戦を生き延びた。
1950年代に入ってから4隻が15型フリゲートに改修されたほか、南アフリカ海軍とユーゴスラビア海軍に2隻ずつ譲渡された。また15型フリゲートに改修された4隻のうち「ラングラー」が南アフリカ海軍に譲渡された。
| イギリス海軍 | イギリス海軍                            | イギリス海軍                    | イギリス海軍    | イギリス海軍                         | 退役/再就役後                        | 退役/再就役後 | 退役/再就役後                                         | 退役/再就役後   | 退役/再就役後                                                                                            |
| #            | 艦名                                    | 造船所                          | 就役            | 退役                                 | 再就役先                             | #             | 艦名                                                  | 再就役          | その後                                                                                                   |
| ------------ | --------------------------------------- | ------------------------------- | --------------- | ------------------------------------ | ------------------------------------ | ------------- | ----------------------------------------------------- | --------------- | --- |
| R03 D103     | ケンペンフェルト HMS Kempenfelt ※嚮導艦 | ジョン・ブラウン                | 1943年 10月25日 | 1953年                               | ユーゴスラビア海軍                   | R-21          | コトル JRM Kotor                                      | 1959年 9月10日  | 1971年に退役、解体。                                                                                     |
| R98 D298     | ウェイジャー HMS Wager                  | ジョン・ブラウン                | 1944年 4月14日  | 1955年                               | ユーゴスラビア海軍                   | R-22          | プーラ JRM Pula                                       | 1959年          | 1971年に退役、解体。                                                                                     |
| R59          | ウェイクフル HMS Wakeful                | フェアフィールド                | 1944年 2月17日  | 1951年より 15型フリゲートに改修。    | 1951年より 15型フリゲートに改修。    | F159          | 艦名変更なし                                          | 1953年          | 1970年に退役。 1971年7月5日に解体。                                                                      |
| R78          | ウェセックス HMS Wessex                 | フェアフィールド                | 1944年 5月11日  | 1946年 3月14日                       | 南アフリカ海軍                       | 不明          | ヤン・ファン・リーベック HMSAS Jan van Riebeeck       | 1950年 3月29日  | 1964年〜1966年にかけて、高速対潜フリゲートに改修。 1975年後半に退役。1980年3月25日に実艦標的として撃沈。 |
| R37          | ウェルプ HMS Whelp                      | ホーソン・レスリー              | 1944年 4月25日  | 1946年 5月30日                       | 南アフリカ海軍                       | 不明          | シモン・ファン・デル・ステル HMSAS Simon van der Stel | 1953年 3月20日  | 1962年〜1964年にかけて、高速対潜フリゲートに改修。 1972年3月27日退役。1976年に解体。                     |
| R87          | ワールウィンド HMS Whirlwind            | ホーソン・レスリー              | 1944年 7月20日  | 1952年より 15型フリゲートに改修。    | 1952年より 15型フリゲートに改修。    | F187          | 艦名変更なし                                          | 1953年 7月28日  | 1966年退役 1974年10月29日に実艦標的として撃沈。                                                          |
| R72          | ウィザード HMS Wizard                   | ヴィッカース・ アームストロング | 1944年 3月30日  | 1953年より 15型フリゲートに改修。    | 1953年より 15型フリゲートに改修。    | F72           | 艦名変更なし                                          | 1956年          | 1966年退役 1967年3月7日解体                                                                              |
| R48          | ラングラー HMS Wrangler                 | ヴィッカース・ アームストロング | 1944年 7月14日  | 1951年6月より 15型フリゲートに改修。 | 1951年6月より 15型フリゲートに改修。 | F157          | 艦名変更なし                                          | 1953年 3月10日  | 1956年11月、南アフリカ海軍に売却。                                                                       |
| R48          | ラングラー HMS Wrangler                 | ヴィッカース・ アームストロング | 1944年 7月14日  | n/a                                  | 南アフリカ海軍                       | F157          | フレイスタート HMSAS Vrystaat                         | 1956年 11月29日 | 1963年に予備役編入。 1976年4月14日に実艦標的として撃沈。                                                 |